# 丸谷浩介
丸谷 浩介（まるたに こうすけ、1971年 - ）は、日本の法学者（社会保障法）。九州大学大学院法学研究院教授、日本学術会議会員。福岡地方最低賃金審議会会長。

## 履歴
長崎県大村市生まれ。1994年千葉大学法経学部法学科卒業。1996年熊本大学大学院法学研究科修士課程修了、修士（法学）。1998年九州大学大学院法学研究科博士課程退学。
西九州大学健康福祉学部講師を経て、2002年佐賀大学経済学部講師。2003年佐賀大学経済学部准教授。2007年佐賀県介護保険審査会審査員。2008年全国健康保険協会佐賀県支部評議員。2010年佐賀県労働委員会公益委員、佐賀市国民健康保険運営協議会委員。
2012年佐賀大学経済学部教授、日本社会保障法学会理事。2013年社会福祉士・精神保健福祉士試験委員。2016年九州大学大学院法学研究院准教授、佐賀大学経済学部非常勤講師、博士（法学）。
2017年九州大学大学院法学研究院教授、日本学術会議連携会員、福岡地方最低賃金審議会公益委員。2020年放送大学客員教員。2021年福岡県労働委員会公益委員。2023年福岡地方最低賃金審議会会長、日本学術会議会員。専攻は社会保障法。

## 著書
- 『求職者支援と社会保障 : イギリスにおける労働権保障の法政策分析』法律文化社 2015年
- 『ライフステージと社会保障』放送大学教育振興会 2020年
- 『新たな時代の社会保障法』（山田晋, 西田和弘, 石田道彦, 平部康子と共編）法律文化社 2022年